# Пазялка
Пазялка — река в России, протекающая по территории Можгинского района Удмуртской Республики. Устье реки находится в 120 км по левому берегу реки Вала. Длина реки составляет 13 км. Площадь бассейна — 30,8 км².
Исток находится к югу от деревни Пазял-Зюмья в 16 км к северо-западу от города Можга. Река течёт на северо-восток, протекает деревни Пазял-Зюмья, Полянское и Пазял. Впадает в Валу тремя километрами ниже деревни Пазял.

## Данные водного реестра
По данным государственного водного реестра России относится к Камскому бассейновому округу, водохозяйственный участок реки — Вятка от водомерного поста посёлка городского типа Аркуль до города Вятские Поляны, речной подбассейн реки — Вятка. Речной бассейн реки — Кама.
Код объекта в государственном водном реестре — 10010300512111100039207.